# Damian Priest
Luis Martínez (n. 4 februarie 1982, New York City, New York, SUA) este un wrestler american. El este semnat cu WWE, unde evoluează în SmackDown sub numele de ring Damian Priest. El este, de asemenea, cunoscut pentru timpul său în Ring of Honor (ROH) sub numele de ring Punishment Martinez, unde a fost fost ROH World Television. De asemenea, a lucrat în Japonia prin relația dintre ROH și New Japan Pro-Wrestling (NJPW).
Martínez s-a alăturat WWE în 2018 și a început cu brandul de dezvoltare, NXT, sub numele său de ring, câștigând NXT North American Championship. În 2021 s-a mutat în main event-ul WWE și a câștigat Centura WWE United States. El a crescut în popularitate în perioada în care a fost membru co-fondator al The Judgment Day din 2022 până în 2024, unde a câștigat Men's Money in the Bank 2023, a devenit de patru ori campion pe echipe, deținând centurile Raw și SmackDown Tag Team de două ori, unind cele două centuri în Undisputed WWE Tag Team Championship alături de Finn Balor(fiind singurul coleg de echipă din Judgnment Day). A câștigat WWE World Heavyweight la WrestleMania XL după ce a devenit al doilea om din istorie care a câștigat cu succes la evenimentul omonim prin servieta Money In the Bank.